# BREMEN (バンド)
BREMEN（ブレーメン）は、日本のダンスロックバンド。2004年結成。
4つ打ちのエレクトロ/ハウス作品を主としているが、近年はドラムンベースやエレクトロニカを取り入れたダンスミュージック作品も発表している。

## メンバー
- ELY - ヴォーカル
  - 1982年8月26日 - 、沖縄県出身。O型。
- KOHJIRO - ギター、キーボード、ヴォーカル、プログラミング - 2012年9月からThe KAHのメンバー。
  - 1983年11月15日 - 、北海道出身。AB型。
- HAIOKA - プログラミング - 現The KAHのメンバー。
  - 1982年11月28日 - 、神奈川県横浜市出身。AB型。

### サポートメンバー
- WAKA（ワカ） - ドラム
  - 神奈川県出身。
  - 2008年 - 現在
  - SHOVE-ITのメンバー、Takkのサポートドラム。

## 経歴

### 結成
メンバーは元々スキューバダイビングの仲間で、当初は音楽性ではなく「人間的なノリ」で繋がっていたとしている。その中で元々DJをしていたHAIOKAの「テクノでありながら女性ボーカルを入れた音楽をやりたい」という気持ちにELYが賛同する形で結成。HAIOKAは高校時代にDJという表現技法に出会い、「楽器を弾けなくても機材も使って好きな音楽を作れる」ことに感銘を受けたという。
2006年のデビュー以降は苦闘が多かったとしており、1stアルバムから2ndアルバムにかけて「自分達がどんな場所に居るのかよく分からなかった」「レーベルにおんぶに抱っこ状態」であったことから、最初のレーベルを離れて自らイベントを企画するようになり、後に海外でもディストリビューションを行っているレーベル「KSR」に移籍したとしている。

### 音楽性
SUMMER SONIC、渚音楽祭、AUDIO | TOKYO ELECTRONIC MUSIC FESTIVAL、DENKIROK（沖縄テクノレイヴ）等のロック/ダンスフェスでのパフォーマンスをはじめ、MINAMI WHEEL（大阪）、SAKAE SP-RING（名古屋）等の都市型ロックフェスへのレギュラー出演や、08年にはBEAT CRUSADERSのリリースツアーをサポートするなど、ダンス/ロックの音楽性を縦横無尽にクロスオーバーし、日本のバンドとしては異例のキャリアを築いている。
レーベルをKSRに移籍したことで、以前までのJ-POP/テクノポップ路線からクラブ/フェス対応型の音に改良し始め、今後は日本に留まらず海外での活躍も期待されている。
2009年9月より、自身のオーガナイズパーティー"MITSUBOSHI"の定期開催を渋谷O-NESTで開始。瞬く間に人気パーティーとなり、2010年1月23日には渋谷O-NESTで初のワンマン（MITSUBOSHI #3）を成功させ、そのちょうど一年後の2011年1月23日には渋谷CLUB QUATTROでのワンマンリリースパーティー（MITSUBOSHI #7）も大盛況のうちに終了した。
近年のエレクトロブームとは一線を画した立ち位置にもかかわらず、業界最注目のエレクトロバンドとして各所でプッシュアップされている。

## 作品

### ミニアルバム
|     | 発売日        | レーベル     | タイトル       |
| --- | ------------- | ------------ | -------------- |
| 1st | 2007年2月21日 | GATE RECORDS | Stardust Orion |

### アルバム
|     | 発売日        | レーベル | タイトル       |
| --- | ------------- | -------- | -------------- |
| 1st | 2007年9月26日 | ARTIMAGE | Precious Story |
| 2nd | 2008年9月24日 | ARTIMAGE | Bianco Blanco  |
| 3rd | 2011年1月19日 | KSR      | SKIN           |

### 限定リリース
| 限定              | 発売日         | レーベル | タイトル       |
| ----------------- | -------------- | -------- | -------------- |
| iTunes/ライブ会場 | 2010年4月21日  | KSR      | WHEN I GROW UP |
| iTunes            | 2010年10月20日 | KSR      | Daisy daisy    |
| iTunes            | 2010年12月22日 | KSR      | Anoasa         |

### EP
|            | 発売日        | レーベル | タイトル       |
| ---------- | ------------- | -------- | -------------- |
| Mini album | 2007年2月21日 | ARTIMAGE | Stardust orion |
| 12"Vinyl   | 2008年8月28日 | ARTIMAGE | Blinker EP     |

### シングル
|     | 発売日        | レーベル | タイトル |
| --- | ------------- | -------- | -------- |
| 1st | 2006年7月19日 | ARTIMAGE | ECHO     |

### 楽曲提供
| アーティスト名 | 楽曲タイトル           | クレジット | 発売日        | 備考                                      |
| -------------- | ---------------------- | ---------- | ------------- | ----------------------------------------- |
| YUKI           | レディ・エレクトリック | 作曲       | 2017年3月15日 | KOHJIRO名義。アルバム「まばたき」に収録。 |